# Випадковий процес з довгою пам'яттю
Випадковими процесами з довгою пам'яттю називаються стаціонарні випадкові процеси, кореляційна функція яких задовольняє відношення еквівалентності
для деяких чисел {\displaystyle c>0,\,\alpha \in (0,1)}.
Вперше вивченням таких процесів займався Гарольд Едвін Гарст у зв'язку з аналізом гідрологічних спостережень. Для кількісної характеристики процесів з довгою пам'яттю він увів параметр, який згодом позначили буквою H, і називають параметром довгої пам'яті або параметр Гарста. Параметри H та {\displaystyle \alpha } пов'язані між собою співвідношенням {\displaystyle H=2-{\frac {\alpha }{2}}}

## Зноски
1. ↑  Hurst, H.E. (1951). Long-term storage capacity of reservoirs. Transactions of the American Society of Civil Engineers. 116: 770. doi:10.1061/TACEAT.0006518.
2. ↑  Hurst, H.E.; Black, R.P.; Simaika, Y.M. (1965). Long-term storage: an experimental study. London: Constable.